# リズ・フリードランダー
リズ・フリードランダー（Liz Friedlander）は、アメリカ合衆国の映画監督である。U2、R.E.M.、ブリンク 182などのミュージック・ビデオを手がけたことで知られている。

## 経歴
カリフォルニア大学ロサンゼルス校で学んだ彼女は、ミュージック・ビデオ業界にてキャリアをスタートさせた。製作助手、編集者を務めたのち、友人のフレッド・シュナイダー（B-52's）の紹介により、ミュージック・ビデオの監督となった。

## フィルモグラフィー

### 映画
- レッスン!（2006年）

### テレビ
- One Tree Hill（2008年 - 2009年）
- 新ビバリーヒルズ青春白書（2009年 - 2011年）
- ヴァンパイア・ダイアリーズ（2010年）
- プリティ・リトル・ライアーズ（2010年）
- ザ・フォロイング（2013年）
- レボリューション（2014年）
- ザ・ボーイズ (2020年)

### ミュージック・ビデオ
- k.d.ラング「Summerfling」（2000年）
- ブリンク 182「Adam's Song」（2000年）
- セミソニック「Chemistry」（2001年）
- ジェニファー・ラヴ・ヒューイット「BareNaked」（2002年）
- アヴリル・ラヴィーン「Don't Tell Me」（2004年）
- +44「When Your Heart Stops Beating」（2006年）